# Rhegmoclema boreale
Rhegmoclema boreale är en tvåvingeart som beskrevs av Cook 1955. Rhegmoclema boreale ingår i släktet Rhegmoclema och familjen dyngmyggor.
Artens utbredningsområde är Alaska. Inga underarter finns listade i Catalogue of Life.